# آنتانامبائو-مانامپوتی (بخش)
آنتانامبائو-مانامپوتی (به لاتین: Antanambao-Manampotsy) یک بخش‌های ماداگاسکار در ماداگاسکار است که در آتسینانانا واقع شده‌است.